# Bimota KB3
La Bimota KB3 è una motocicletta costruita dalla casa motociclistica italiana Bimota dal 1983 al 1984.

## Descrizione
Presentata per la prima volta al Salone del motociclo di Colonia del 1982, la KB3 montava un motore a quattro cilindri in linea a quattro tempi da 998 cm³ alimentato da quattro carburatori Mikuni da 34 mm di diametro, derivato direttamente da quello montato sulla Kawasaki Z1000J, attraverso un accordo di fornitura tra il costruttore italiano e quello nipponico. Sviluppa 103 cavalli a 9.400 giri/min per una coppia di 8,7 mkg a 7.300 giri/min.
Questo motore, che svolge anche funzione strutturale, è circondato da un telaio a doppia culla in acciaio, identico a quello delle HB2, HB3 e SB4. Si compone di quattro elementi. Due circondano il motore come un telaio perimetrale, altri due lo sostengono come un telaio a doppia culla. Questi elementi sono collegati posteriormente da una piastra in alluminio.
La frenata è assicurata da un sistema fornito dalla Brembo, grazie a tre dischi da 280 mm di diametro. Sia la forcella telescopica rovesciata da 40 mm all'avantreno, mentre il monoammortizzatore al retrotreno è della De Carbon.